# Natação no Campeonato Europeu de Esportes Aquáticos de 2022 - 100 m peito masculino
A prova dos 100 metros nado peito masculino da natação no Campeonato Europeu de Esportes Aquáticos de 2022 ocorreu nos dias 11 e 12 de agosto no Foro Italico, em Roma na Itália. 

## Calendário
| Fase          | Data         | Hora  |
| ------------- | ------------ | ----- |
| Eliminatórias | 11 de agosto | 09:48 |
| Semifinal     | 11 de agosto | 18:35 |
| Final         | 12 de agosto | 18:18 |

Todos os horários estão no horário local (UTC+1)

## Recordes
Antes desta competição, os recordes eram os seguintes:
|                       | Nadador    | Tempo | Local   | Data                |
| --------------------- | ---------- | ----- | ------- | ------------------- |
| Recorde mundial       | Adam Peaty | 56.88 | Gwangju | 21 de julho de 2019 |
| Recorde europeu       | Adam Peaty | 56.88 | Gwangju | 21 de julho de 2019 |
| Recorde do campeonato | Adam Peaty | 57.10 | Glasgow | 4 de agosto de 2018 |

## Medalhistas
| Ouro                     | Prata                 | Bronze                   |
| Nicolò Martinenghi (ITA) | Federico Poggio (ITA) | Andrius Šidlauskas (LTU) |

## Resultados

### Eliminatórias
Esses foram os resultados das eliminatórias.
| Pos. | Bateria | Raia | Nadador               | Nacionalidade | Tempo   | Notas |
| ---- | ------- | ---- | --------------------- | ------------- | ------- | ----- |
| 1    | 4       | 4    | Nicolò Martinenghi    | Itália        | 59.08   | Q     |
| 2    | 5       | 4    | Arno Kamminga         | Países Baixos | 59.32   | Q     |
| 3    | 3       | 5    | Federico Poggio       | Itália        | 59.49   | Q     |
| 4    | 5       | 2    | Valentin Bayer        | Áustria       | 59.76   | Q,    |
| 5    | 5       | 5    | Andrius Šidlauskas    | Lituânia      | 1:00.17 | Q     |
| 6    | 3       | 6    | Simone Cerasuolo      | Itália        | 1:00.51 |       |
| 7    | 3       | 4    | James Wilby           | Reino Unido   | 1:00.62 | Q     |
| 8    | 5       | 3    | Matti Mattsson        | Finlândia     | 1:00.68 | Q     |
| 9    | 4       | 6    | Andrea Castello       | Itália        | 1:00.72 |       |
| 10   | 4       | 2    | Darragh Greene        | Irlanda       | 1:00.75 | Q     |
| 11   | 4       | 5    | Lucas Matzerath       | Alemanha      | 1:00.83 | Q     |
| 12   | 3       | 3    | Bernhard Reitshammer  | Áustria       | 1:00.86 | Q     |
| 13   | 3       | 2    | Volodymyr Lisovets    | Ucrânia       | 1:00.88 | Q     |
| 14   | 5       | 1    | Antoine Viquerat      | França        | 1:00.90 | Q     |
| 15   | 4       | 1    | Dawid Wiekiera        | Polónia       | 1:01.09 | Q     |
| 16   | 5       | 6    | Gregory Butler        | Reino Unido   | 1:01.11 | Q     |
| 17   | 4       | 8    | Lyubomir Epitropov    | Bulgária      | 1:01.20 | Q     |
| 18   | 5       | 7    | Kristian Pitshugin    | Israel        | 1:01.34 | DES   |
| 18   | 5       | 0    | Matěj Zábojník        | Chéquia       | 1:01.34 | DES   |
| 20   | 4       | 7    | Daniel Räisänen       | Suécia        | 1:01.35 |       |
| 21   | 5       | 8    | Christopher Rothbauer | Áustria       | 1:01.38 |       |
| 22   | 3       | 1    | Tonislav Sabev        | Bulgária      | 1:01.39 |       |
| 23   | 2       | 2    | Maksym Ovchinnikov    | Ucrânia       | 1:01.42 |       |
| 24   | 4       | 3    | Eoin Corby            | Irlanda       | 1:01.47 |       |
| 25   | 3       | 8    | Carl Aitkaci          | França        | 1:01.63 |       |
| 25   | 3       | 7    | Jan Kozakiewicz       | Polónia       | 1:01.63 |       |
| 27   | 4       | 9    | Arkadios Aspougalis   | Grécia        | 1:01.93 |       |
| 28   | 2       | 7    | Olli Kokko            | Finlândia     | 1:01.94 |       |
| 29   | 2       | 4    | Christoffer Haarsaker | Noruega       | 1:02.39 |       |
| 30   | 5       | 9    | Luka Mladenovic       | Áustria       | 1:02.46 |       |
| 31   | 2       | 5    | Bartosz Skóra         | Polónia       | 1:02.57 |       |
| 32   | 2       | 8    | David Kyzymenko       | Ucrânia       | 1:02.59 |       |
| 33   | 2       | 3    | Uroš Živanović        | Sérvia        | 1:03.00 |       |
| 34   | 3       | 0    | Aleksas Savickas      | Lituânia      | 1:03.04 |       |
| 34   | 4       | 0    | Savvas Thomoglou      | Grécia        | 1:03.04 |       |
| 36   | 3       | 9    | Maksym Tkachuk        | Ucrânia       | 1:03.07 |       |
| 37   | 2       | 0    | Daniils Bobrovs       | Letônia       | 1:03.21 |       |
| 38   | 1       | 6    | Emil Hassling         | Suécia        | 1:03.31 |       |
| 39   | 2       | 9    | Constantin Malachi    | Moldávia      | 1:03.36 |       |
| 40   | 2       | 6    | Panayiotis Panaretos  | Chipre        | 1:03.42 |       |
| 41   | 1       | 5    | Giacomo Casadei       | San Marino    | 1:03.90 |       |
| 42   | 1       | 4    | Denis Svet            | Moldávia      | 1:03.98 |       |
| 43   | 1       | 3    | Luka Eradze           | Geórgia       | 1:05.75 |       |
| 44   | 2       | 1    | Jørgen Bråthen        | Noruega       | 1:08.45 |       |
| 45   | 1       | 2    | Even Qarri            | Albânia       | 1:09.19 |       |
| 46   | 1       | 7    | Endi Kola             | Albânia       | 1:12.67 |       |

Desempate
Uma prova extra foi realizada no dia 11 de agosto ás 11:12 para definir a última vaga a semifinal.
| Pos. | Raia | Nadador            | Nacionalidade | Tempo   | Notas |
| ---- | ---- | ------------------ | ------------- | ------- | ----- |
| 1    | 5    | Matěj Zábojník     | Chéquia       | 1:00.63 | Q,    |
| 2    | 4    | Kristian Pitshugin | Israel        | 1:00.99 |       |

### Semifinal
Esses foram os resultados das semifinais. 
| Pos. | Bateria | Raia | Nadador              | Nacionalidade | Tempo   | Notas |
| ---- | ------- | ---- | -------------------- | ------------- | ------- | ----- |
| 1    | 2       | 4    | Nicolò Martinenghi   | Itália        | 58.44   | Q     |
| 2    | 1       | 4    | Arno Kamminga        | Países Baixos | 59.29   | Q     |
| 3    | 2       | 3    | Andrius Šidlauskas   | Lituânia      | 59.45   | Q     |
| 4    | 1       | 5    | Valentin Bayer       | Áustria       | 59.59   | Q,    |
| 5    | 2       | 5    | Federico Poggio      | Itália        | 59.66   | q     |
| 6    | 1       | 2    | Bernhard Reitshammer | Áustria       | 1:00.08 | q     |
| 7    | 2       | 2    | Lucas Matzerath      | Alemanha      | 1:00.18 | q     |
| 8    | 1       | 3    | James Wilby          | Reino Unido   | 1:00.26 | q     |
| 9    | 2       | 1    | Dawid Wiekiera       | Polónia       | 1:00.49 |       |
| 10   | 1       | 7    | Antoine Viquerat     | França        | 1:00.61 |       |
| 11   | 2       | 6    | Matti Mattsson       | Finlândia     | 1:00.64 |       |
| 12   | 1       | 8    | Matěj Zábojník       | Chéquia       | 1:00.84 |       |
| 13   | 2       | 8    | Lyubomir Epitropov   | Bulgária      | 1:01.02 |       |
| 14   | 2       | 7    | Volodymyr Lisovets   | Ucrânia       | 1:01.21 |       |
| 15   | 1       | 1    | Gregory Butler       | Reino Unido   | 1:01.25 |       |
| 16   | 1       | 6    | Darragh Greene       | Irlanda       | 1:01.39 |       |

### Final
Esse foi o resultado da final. 
| Pos.              | Raia | Nadador              | Nacionalidade | Tempo   | Notas            |
| ----------------- | ---- | -------------------- | ------------- | ------- | ---------------- |
| Medalha de ouro   | 4    | Nicolò Martinenghi   | Itália        | 58.26   | =                |
| Medalha de prata  | 2    | Federico Poggio      | Itália        | 58.98   |                  |
| Medalha de bronze | 3    | Andrius Šidlauskas   | Lituânia      | 59.50   |                  |
| 4                 | 6    | Valentin Bayer       | Áustria       | 59.54   | Recorde nacional |
| 4                 | 8    | James Wilby          | Grã-Bretanha  | 59.54   |                  |
| 6                 | 1    | Lucas Matzerath      | Alemanha      | 59.64   |                  |
| 7                 | 5    | Arno Kamminga        | Países Baixos | 59.68   |                  |
| 8                 | 7    | Bernhard Reitshammer | Áustria       | 1:00.12 |                  |

Legenda
| Recorde mundial       | Recorde mundial (World record)               |                       | Recorde africano                      | Recorde africano (African) |                                           | Q | Classificado por posição (Qualified) |
| Recorde do campeonato | Recorde do campeonato (Championship record)  | Recorde da América    | Recorde da América (Americas)         | q                          | Classificado por melhor tempo (Qualified) |   |                                      |
| Melhor marca do ano   | Melhor marca do ano (World leading)          | Recorde asiático      | Recorde asiático (Asian)              | DNS                        | Não largou (Did not start)                |   |                                      |
| Recorde nacional      | Recorde nacional (National record)           | Recorde europeu       | Recorde europeu (European)            | DNF                        | Não terminou (Did not finish)             |   |                                      |
| Recorde pessoal       | Recorde pessoal do atleta (Personal best)    | Recorde da Oceania    | Recorde da Oceania (Oceania)          | DSQ / DQ                   | Desclassificado (Disqualified)            |   |                                      |
| Recorde da temporada  | Recorde da temporada do atleta (Season best) | Recorde sul-americano | Recorde sul-americano (South America) | NM                         | Sem marca (No mark)                       |   |                                      |